# Hamilton (Iowa)
Hamilton és una població dels Estats Units a l'estat d'Iowa. Segons el cens del 2000 tenia 144 habitants.

## Demografia
Segons el cens del 2000, Hamilton tenia 144 habitants, 53 habitatges, i 36 famílies. La densitat de població era de 103 habitants/km².
Dels 53 habitatges en un 32,1% hi vivien nens de menys de 18 anys, en un 54,7% hi vivien parelles casades, en un 9,4% dones solteres, i en un 30,2% no eren unitats familiars. En el 28,3% dels habitatges hi vivien persones soles el 18,9% de les quals corresponia a persones de 65 anys o més que vivien soles. El nombre mitjà de persones vivint en cada habitatge era de 2,72 i el nombre mitjà de persones que vivien en cada família era de 3,38.
Per edats la població es repartia de la següent manera: un 29,2% tenia menys de 18 anys, un 7,6% entre 18 i 24, un 31,3% entre 25 i 44, un 18,1% de 45 a 60 i un 13,9% 65 anys o més.
L'edat mediana era de 36 anys. Per cada 100 dones de 18 o més anys hi havia 117 homes.
La renda mediana per habitatge era de 37.083 $ i la renda mediana per família de 46.250 $. Els homes tenien una renda mediana de 29.375 $ mentre que les dones 30.000 $. La renda per capita de la població era de 42.935 $. Entorn del 5,1% de les famílies i el 10,5% de la població estaven per davall del llindar de pobresa.

## Poblacions més properes
El següent diagrama mostra les poblacions més properes.